# Igor Dmitrijewitsch Sergun

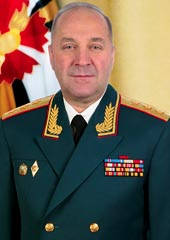
Igor Sergun (2015)

Igor Dmitrijewitsch Sergun (russisch Игорь Дмитриевич Сергун, * 28. März 1957 in Podolsk, Oblast Moskau; † 3. Januar 2016 ebenda) war ein russischer Offizier. Von 2011 bis zu seinem Tod war Sergun Chef des russischen Militärgeheimdienstes GRU sowie stellvertretender Chef des Generalstabs der Russischen Streitkräfte.

## Leben
Als Sechzehnjähriger trat Sergun 1973 in die Sowjetarmee ein und besuchte in Moskau zunächst die Suworow–Kadettenanstalt und darauf die Offizierhochschule (heutiges Militärinstitut). Danach hatte er, zuletzt im Rang eines Obersts, Kommandos u. a. im Fernen Osten und in Omsk. Seit 1984 arbeitete Sergun, der mehrere Fremdsprachen gelernt hatte, für den militärischen Geheimdienst. Nach dem Besuch der Militärakademie, wo er als Diplomat und als Nachrichtendienstler ausgebildet wurde, arbeitete er ab 1987 in der Hauptverwaltung des Generalstabes der Streitkräfte, wo er in der Folge verschiedene Dienstposten im russischen militärischen Nachrichtendienst Glawnoje Raswedywatelnoje Uprawlenije (GRU) innehatte.

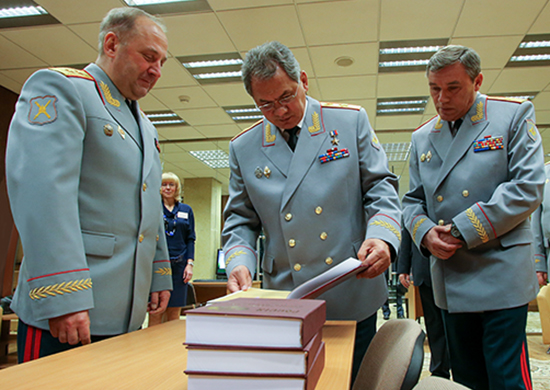
Sergun 2013 mit dem russischen Verteidigungsminister Schoigu und dem Generalstabschef Gerassimow

Nach der Auflösung der Sowjetunion absolvierte Sergun 1997 die Militärakademie des Generalstabes der Russischen Streitkräfte und wurde 1998 Militärattaché in Albanien. Im Dezember 2011 wurde Sergun im Rang des Generalmajors als Nachfolger Alexander Schljachturows Direktor des russischen Geheimdienstes Glawnoje Raswedywatelnoje Uprawlenije. Im August 2012 wurde Sergun zum Generalleutnant befördert und am 21. Februar 2015 folgte die Ernennung zum Generaloberst.
Als Befehlshaber der Speznas gehörte Sergun seines Beitrags zum russischen Krieg in der Ukraine wegen zu dem Personenkreis, der seit dem 29. April 2014 von der Europäischen Union sanktioniert wird. Sergun war auch auf der Liste der Specially Designated Nationals and Blocked Persons der USA seit dem 29. April 2014.
Igor Sergun war verheiratet und Vater zweier Töchter. Er verstarb überraschend Anfang Januar 2016 im Alter von 58 Jahren in einem Erholungsheim in Podolsk an den Folgen eines Herzinfarkts. Zu Ort und Zeit seines Todes gibt es unterschiedliche Angaben.

## Auszeichnungen (Auswahl)
- Orden der Ehre
- Medaille „70 Jahre Streitkräfte der UdSSR“
- Medaille „Für einwandfreien Dienst“